# Cleptocaccobius clementi
Cleptocaccobius clementi är en skalbaggsart som beskrevs av Yves Cambefort 1971. Cleptocaccobius clementi ingår i släktet Cleptocaccobius och familjen bladhorningar. Inga underarter finns listade i Catalogue of Life.